# Listă de filme din domeniul public
Există o serie de filme care din diverse motive sunt în domeniul public: drepturile de proprietate intelectuală au expirat, drepturile de proprietate intelectuală sunt confiscate și/sau nu sunt acoperite sau protejate de legile de proprietate intelectuală.
Notă: Filmele din această listă pot încorpora elemente din alte lucrări cu drepturi de autor, chiar dacă filmul în sine este în afara drepturilor de autor.

## Filme
Orice film care a fost apărut înainte de 1923 a intrat deja în domeniul public în Statele Unite, fie pentru drepturi de autor expirate sau nerespectarea legilor privind drepturile de autor, cum ar fi omisiuni de notificare, eșecul de a depune o copie la Copyright Office în timpul cerut sau nu există nicio înregistrare de reînnoire. Prin urmare, aceste filme nu sunt listate aici. Vezi Categorie:Filme după ani pentru filmele înainte de 1923. „DP” semnifică „domeniul public”.
| Notă: Această listă nu este completă. Filmele fără o sursă de încredere în coloana "Motive" ar trebui să fie eliminate. |

| Titlul filmului                            | Anul lansării                 | Regizor                                | Studio / Distribuitor                             | (Anul) de când este în DP              | Motivul pentru care este DP                                            | Note(s) |
| ------------------------------------------ | ----------------------------- | -------------------------------------- | ------------------------------------------------- | -------------------------------------- | ---------------------------------------------------------------------- | --- |
| Action at Anguar                           | 1945                          | N/A                                    | United States Army Pictorial Services             | 1945                                   | Producție a Guvernului SUA[G]                                          | |
| Africa Screams                             | 1949                          | Charles Barton                         | United Artists                                    | 1970s                                  | [Date necunoscute/ lipsă. Poți ajuta!]                                 | |
| The Amazing Mr. X                          | 1948                          | Bernard Vorhaus                        | Eagle-Lion                                        | [Date necunoscute/ lipsă. Poți ajuta!] | [Date necunoscute/ lipsă. Poți ajuta!]                                 | Cunoscut și ca The Spiritualist. |
| Angel and the Badman                       | 1947                          | James Edward Grant                     | Republic Pictures                                 | 1975                                   | Film aflat în imposibilitatea de a-i fi reînnoite drepturile de autor. | |
| The Animal Kingdom                         | 1932                          | Edward H. Griffith                     | RKO Radio Pictures                                | 1960                                   | Film aflat în imposibilitatea de a-i fi reînnoite drepturile de autor. | |
| Algiers                                    | 1938                          | John Cromwell                          | United Artists                                    | 1966                                   | Film aflat în imposibilitatea de a-i fi reînnoite drepturile de autor. | |
| Attack of the Giant Leeches                | 1959                          | Bernard L. Kowalski                    | American International Pictures                   | [Date necunoscute/ lipsă. Poți ajuta!] | [Date necunoscute/ lipsă. Poți ajuta!]                                 | |
| Bear Shooters                              | 1930                          | Robert F. McGowan                      | MGM                                               | [Date necunoscute/ lipsă. Poți ajuta!] | [Date necunoscute/ lipsă. Poți ajuta!]                                 | |
| Beau Brummel                               | 1924                          | Harry Beaumont                         | Warner Brothers                                   | 1952                                   | Film aflat în imposibilitatea de a-i fi reînnoite drepturile de autor. | |
| Beau Ideal                                 | 1931 (copyright notice: 1930) | Herbert Brenon                         | RKO Radio Pictures                                | 1958                                   | Film aflat în imposibilitatea de a-i fi reînnoite drepturile de autor. | |
| Behind Office Doors                        | 1931                          | Melville W. Brown                      | RKO Radio Pictures                                | 1959                                   | Film aflat în imposibilitatea de a-i fi reînnoite drepturile de autor. | |
| The Big Cat                                | 1949                          | Phil Karlson                           | Eagle-Lion                                        | 1976                                   | [Date necunoscute/ lipsă. Poți ajuta!]                                 | |
| The Big Trees                              | 1952                          | Felix E. Feist                         | Warner Bros.                                      | [Date necunoscute/ lipsă. Poți ajuta!] | [Date necunoscute/ lipsă. Poți ajuta!]                                 | |
| The Big Wheel                              | 1949                          | Edward Ludwig                          | United Artists                                    | 1976                                   | [Date necunoscute/ lipsă. Poți ajuta!]                                 | |
| Bird of Paradise                           | 1932                          | King Vidor                             | RKO Radio Pictures                                | 1960                                   | Film aflat în imposibilitatea de a-i fi reînnoite drepturile de autor. | |
| Birth of the B-29                          | 1942–1944                     | N/A                                    | United States Army Pictorial Services             | 1945                                   | Producție a Guvernului SUA[G]                                          | |
| Blood on the Sun                           | 1945                          | Frank Lloyd                            | United Artists                                    | 1973                                   | Film aflat în imposibilitatea de a-i fi reînnoite drepturile de autor. | |
| Bowery at Midnight                         | 1942                          | Wallace Fox                            | Monogram Pictures                                 | [Date necunoscute/ lipsă. Poți ajuta!] | [Date necunoscute/ lipsă. Poți ajuta!]                                 | |
| The Brain that Wouldn't Die                | 1962 (completed: 1959)        | Joseph Green                           | American International Pictures                   | 1962                                   | Missing copyright notice                                               | Originally completed in 1959 under the title The Black Door or The Head that Wouldn't Die, it wasn't released until 3 mai 1962 where failure to add the copyright notice resulted in the film entering the Public Domain.                                                 |
| Brideless Groom                            | 1947                          | Edward Bernds                          | Columbia Pictures                                 | 1960s                                  | Film aflat în imposibilitatea de a-i fi reînnoite drepturile de autor. | |
| Captain January                            | 1936                          | David Butler                           | 20th Century Fox                                  | [Date necunoscute/ lipsă. Poți ajuta!] | "a legal loophole"                                                     | The 1924 version distributed by Principal Pictures is still under copyright. |
| Carnival of Souls                          | 1962                          | Herk Harvey                            | Herts-Lion International Corp.                    | 1962                                   | Missing copyright notice                                               | |
| Carnival Story                             | 1954                          | Kurt Neumann                           | RKO Radio Pictures                                | [Date necunoscute/ lipsă. Poți ajuta!] | [Date necunoscute/ lipsă. Poți ajuta!]                                 | |
| Charade                                    | 1963                          | Stanley Donen                          | Universal Pictures                                | 1963                                   | Missing full copyright notice.                                         | Original music still in copyright. Original story by Peter Stone still in copyright. Film remade in 2006 as The Truth About Charlie. |
| Check and Double Check                     | 1930                          | Melville W. Brown                      | RKO Radio Pictures                                | 1958                                   | Film aflat în imposibilitatea de a-i fi reînnoite drepturile de autor. | |
| Colonel Effingham's Raid                   | 1946                          | Irving Pichel                          | 20th Century Fox                                  | 1973                                   | [Date necunoscute/ lipsă. Poți ajuta!]                                 | |
| Combat America                             | 1943                          | Clark Gable                            | Office of War Information                         | 1943                                   | Producție a Guvernului SUA[G]                                          | |
| Conspiracy                                 | 1930                          | Christy Cabanne                        | RKO Radio Pictures                                | 1958                                   | Film aflat în imposibilitatea de a-i fi reînnoite drepturile de autor. | |
| The Dance of Life                          | 1929                          | John Cromwell                          | Paramount Pictures                                | 1957                                   | Film aflat în imposibilitatea de a-i fi reînnoite drepturile de autor. | |
| Danger Lights                              | 1930                          | George B. Seitz                        | RKO Radio Pictures                                | 1958                                   | Film aflat în imposibilitatea de a-i fi reînnoite drepturile de autor. | |
| Darling, How Could You!                    | 1951                          | Mitchell Leisen                        | Paramount Pictures                                | [Date necunoscute/ lipsă. Poți ajuta!] | [Date necunoscute/ lipsă. Poți ajuta!]                                 | Based on the James Barrie play Alice Sit-By-The-Fire. |
| The Deadly Companions                      | 1961                          | Sam Peckinpah                          | Pathé-America                                     | 1961                                   | Missing copyright notice                                               | |
| Debbie Does Dallas                         | 1978                          | Jim Clark                              | VCX                                               | 1981                                   | Missing copyright notice                                               | Dallas Cowboys hold veto power on commercial publication due to unauthorized use of their cheerleaders' trademarks. |
| Delightfully Dangerous                     | 1945                          | Arthur Lubin                           | United Artists                                    | [Date necunoscute/ lipsă. Poți ajuta!] | [Date necunoscute/ lipsă. Poți ajuta!]                                 | |
| Dementia 13                                | 1963                          | Francis Ford Coppola                   | American International Pictures                   | [Date necunoscute/ lipsă. Poți ajuta!] | [Date necunoscute/ lipsă. Poți ajuta!]                                 | Cunoscut și ca The Haunted and the Hunted. |
| Detour                                     | 1945                          | Edgar G. Ulmer                         | Producers Releasing Corporation                   | [Date necunoscute/ lipsă. Poți ajuta!] | Film aflat în imposibilitatea de a-i fi reînnoite drepturile de autor. | |
| The Devil Bat                              | 1940                          | Jean Yarbrough                         | Producers Releasing Corporation                   | [Date necunoscute/ lipsă. Poți ajuta!] | [Date necunoscute/ lipsă. Poți ajuta!]                                 | |
| Disorder in the Court                      | 1936                          | Preston Black                          | Columbia Pictures                                 | 1960s                                  | Film aflat în imposibilitatea de a-i fi reînnoite drepturile de autor. | |
| Dixiana                                    | 1930                          | Luther Reed                            | RKO Radio Pictures                                | 1958                                   | Film aflat în imposibilitatea de a-i fi reînnoite drepturile de autor. | |
| D.O.A.                                     | 1950 (copyright notice: 1949) | Rudolph Maté                           | United Artists                                    | 1977                                   | Film aflat în imposibilitatea de a-i fi reînnoite drepturile de autor. | Remade in 1969 and 1988 |
| Father's Little Dividend                   | 1951 (copyright notice: 1950) | Vincente Minnelli                      | MGM                                               | 1978                                   | Film aflat în imposibilitatea de a-i fi reînnoite drepturile de autor. | |
| A Farewell to Arms                         | 1932                          | Frank Borzage                          | Paramount Pictures                                | 1960                                   | Film aflat în imposibilitatea de a-i fi reînnoite drepturile de autor. | Based on copyrighted (R177406) novel by Ernest Hemingway. |
| The Fight for the Sky                      | 1946                          | [Date necunoscute/ lipsă. Poți ajuta!] | Office of War Information                         | 1946                                   | Producție a Guvernului SUA[G]                                          | |
| The First Legion                           | 1951                          | Douglas Sirk                           | Sédif Productions                                 | 1978                                   | [Date necunoscute/ lipsă. Poți ajuta!]                                 | |
| The General                                | 1927                          | Clyde Bruckman Buster Keaton           | United Artists                                    | 1955                                   | Film aflat în imposibilitatea de a-i fi reînnoite drepturile de autor. | |
| Glen or Glenda                             | 1953                          | Ed Wood                                | Columbia Classics                                 | [Date necunoscute/ lipsă. Poți ajuta!] | [Date necunoscute/ lipsă. Poți ajuta!]                                 | |
| God's Little Acre                          | 1958                          | Anthony Mann                           | United Artists                                    | [Date necunoscute/ lipsă. Poți ajuta!] | [Date necunoscute/ lipsă. Poți ajuta!]                                 | Based on the Novel of the same name by Erskine Caldwell. The black and white version is Public Domain, the colorized version is Copyright. |
| The Gold Rush                              | 1925                          | Charlie Chaplin                        | United Artists                                    | 1953                                   | Film aflat în imposibilitatea de a-i fi reînnoite drepturile de autor. | 1942 revised version in copyright. Original 1925 version possibly copyrighted. |
| The Gorilla                                | 1939                          | Allan Dwan                             | 20th Century Fox Film Corporation                 | 1976                                   | [Date necunoscute/ lipsă. Poți ajuta!]                                 | |
| Go for Broke!                              | 1951 (copyright notice: 1950) | Robert Pirosh                          | MGM                                               | 1978                                   | Film aflat în imposibilitatea de a-i fi reînnoite drepturile de autor. | |
| Gulliver's Travels                         | 1939                          | Dave Fleischer                         | Paramount Pictures                                | 1967                                   | Film aflat în imposibilitatea de a-i fi reînnoite drepturile de autor. | |
| Half Shot at Sunrise                       | 1930                          | Paul Sloane                            | RKO Radio Productions                             | 1958                                   | Film aflat în imposibilitatea de a-i fi reînnoite drepturile de autor. | |
| Hemp for Victory                           | 1942                          | Raymond Evans                          | U.S. Department of Agriculture                    | 1942                                   | Producție a Guvernului SUA[G]                                          | |
| His Girl Friday                            | 1940 (copyright date: 1939)   | Howard Hawks                           | Columbia Pictures                                 | 1967                                   | Film aflat în imposibilitatea de a-i fi reînnoite drepturile de autor. | Source material (stage play The Front Page) rights copyright until 2024. |
| Hook, Line and Sinker                      | 1930                          | Edward F. Cline                        | RKO Radio Pictures                                | 1958                                   | Film aflat în imposibilitatea de a-i fi reînnoite drepturile de autor. | |
| The Hunchback of Notre Dame                | 1923                          | Wallace Worsley                        | Universal Pictures                                | 1951                                   | Film aflat în imposibilitatea de a-i fi reînnoite drepturile de autor. | |
| Indestructible Man                         | 1956                          | Jack Pollexfen                         | Allied Artists                                    | [Date necunoscute/ lipsă. Poți ajuta!] | [Date necunoscute/ lipsă. Poți ajuta!]                                 | |
| Inside the Lines                           | 1930                          | Roy Pomeroy                            | RKO Radio Productions                             | 1958                                   | Film aflat în imposibilitatea de a-i fi reînnoite drepturile de autor. | |
| It's a Wonderful Life                      | 1946 (copyright notice: 1947) | Frank Capra                            | Liberty Films RKO Pictures                        | 1975                                   | Film aflat în imposibilitatea de a-i fi reînnoite drepturile de autor. | While the film images are public domain, under rulings of Stewart v. Abend, the film text (script) is based on the copyrighted short story "The Greatest Gift". Republic also purchased exclusive rights to the movie’s copyrighted music to further shore up its rights. |
| Japanese Relocation                        | 1942                          | [Date necunoscute/ lipsă. Poți ajuta!] | Office of War Information                         | 1942                                   | Producție a Guvernului SUA[G]                                          | |
| Kept Husbands                              | 1931                          | Lloyd Bacon                            | RKO Radio Productions                             | 1959                                   | Film aflat în imposibilitatea de a-i fi reînnoite drepturile de autor. | |
| Kit Carson                                 | 1940                          | George B. Seitz                        | United Artists                                    | [Date necunoscute/ lipsă. Poți ajuta!] | "Reissued by PRC Pictures"                                             | |
| The Lady Refuses                           | 1931                          | George Archainbaud                     | RKO Radio Productions                             | 1959                                   | Film aflat în imposibilitatea de a-i fi reînnoite drepturile de autor. | |
| A Lady to Love                             | 1930                          | Victor Sjöström                        | MGM                                               | 1958                                   | Film aflat în imposibilitatea de a-i fi reînnoite drepturile de autor. | Based on the play They Knew What They Wanted. See also the film The Secret Hour (1928) based on the same play. |
| Last Clear Chance                          | 1959                          | Robert Carlisle                        | Union Pacific Railroad                            | 1959                                   | Not registered for copyright.                                          | |
| The Last Man on Earth                      | 1964                          | Ubaldo Ragona, Sidney Salkow           | American International Pictures, 20th Century Fox | 1992                                   | Film aflat în imposibilitatea de a-i fi reînnoite drepturile de autor. | |
| The Last Time I Saw Paris                  | 1954 (copyright notice: 1944) | Richard Brooks                         | MGM                                               | 1972                                   | Film aflat în imposibilitatea de a-i fi reînnoite drepturile de autor. | Music score still protected by copyright. |
| Lawful Larceny                             | 1930                          | Lowell Sherman                         | RKO Radio Productions                             | 1958                                   | Film aflat în imposibilitatea de a-i fi reînnoite drepturile de autor. | |
| Leathernecking                             | 1930                          | Edward F. Cline                        | RKO Radio Productions                             | 1958                                   | Film aflat în imposibilitatea de a-i fi reînnoite drepturile de autor. | It is a lost film. |
| Letter of Introduction                     | 1938                          | John M. Stahl                          | Universal Pictures                                | 1966                                   | Film aflat în imposibilitatea de a-i fi reînnoite drepturile de autor. | |
| Life with Father                           | 1947                          | Michael Curtiz                         | Warner Bros.                                      | 1975                                   | Film aflat în imposibilitatea de a-i fi reînnoite drepturile de autor. | |
| Little Men                                 | 1940                          | Norman Z. McLeod                       | RKO Radio Pictures                                | [Date necunoscute/ lipsă. Poți ajuta!] | [Date necunoscute/ lipsă. Poți ajuta!]                                 | |
| The Little Princess                        | 1939                          | Walter Lang                            | Twentieth Century Fox                             | 1967                                   | Film aflat în imposibilitatea de a-i fi reînnoite drepturile de autor. | |
| The Little Shop of Horrors                 | 1960                          | Roger Corman                           | Filmgroup                                         | 1988                                   | Film aflat în imposibilitatea de a-i fi reînnoite drepturile de autor. | |
| Lonely Wives                               | 1931                          | Russell Mack                           | RKO Radio Pictures                                | 1959                                   | Film aflat în imposibilitatea de a-i fi reînnoite drepturile de autor. | |
| Love Affair                                | 1939                          | Leo McCarey                            | RKO Radio Pictures                                | 1967                                   | Film aflat în imposibilitatea de a-i fi reînnoite drepturile de autor. | |
| Love Laughs at Andy Hardy                  | 1946                          | Willis Goldbeck                        | MGM                                               | 1974                                   | [Date necunoscute/ lipsă. Poți ajuta!]                                 | Cunoscut și ca Uncle Andy Hardy. |
| Malice in the Palace                       | 1949                          | Jules White                            | Columbia Pictures                                 | 1960s                                  | Film aflat în imposibilitatea de a-i fi reînnoite drepturile de autor. | |
| Maniac                                     | 1934                          | Dwain Esper                            | Roadshow Attractions                              | [Date necunoscute/ lipsă. Poți ajuta!] | [Date necunoscute/ lipsă. Poți ajuta!]                                 | Cunoscut și ca Sex Maniac. |
| Manos: The Hands of Fate                   | 1966                          | Harold P. Warren                       | Emerson Film Enterprises                          | 1968                                   | Failure to display copyright notice.                                   | Original script may have been copyrighted. |
| March of the Wooden Soldiers               | 1948                          | Gus Meins                              | MGM                                               | 1948                                   | Failure to display copyright notice.                                   | This is a later abridgement of Babes in Toyland (1934), which is still in copyright. Public domain status unclear. |
| McLintock!                                 | 1963                          | Andrew V. McLaglen                     | United Artists                                    | 1991                                   | Film aflat în imposibilitatea de a-i fi reînnoite drepturile de autor. | Music score still under copyright. |
| Meet John Doe                              | 1941                          | Frank Capra                            | Warner Bros.                                      | 1969                                   | Film aflat în imposibilitatea de a-i fi reînnoite drepturile de autor. | |
| Millie                                     | 1931                          | John Francis Dillon                    | RKO Radio Pictures                                | 1959                                   | Film aflat în imposibilitatea de a-i fi reînnoite drepturile de autor. | |
| Mr. Imperium                               | 1951 (copyright notice: 1950) | Don Hartman                            | MGM                                               | 1978                                   | Film aflat în imposibilitatea de a-i fi reînnoite drepturile de autor. | |
| My Dear Secretary                          | 1949                          | Charles Martin                         | United Artists                                    | [Date necunoscute/ lipsă. Poți ajuta!] | [Date necunoscute/ lipsă. Poți ajuta!]                                 | |
| My Favorite Brunette                       | 1947                          | Elliott Nugent                         | Paramount Pictures                                | 1975                                   | Film aflat în imposibilitatea de a-i fi reînnoite drepturile de autor. | |
| My Japan                                   | 1945                          | [Date necunoscute/ lipsă. Poți ajuta!] | Office of War Information                         | 1945                                   | Producție a Guvernului SUA[G]                                          | |
| The Negro Soldier                          | 1944                          | Frank Capra                            | United States Army Pictorial Services             | 1944                                   | Producție a Guvernului SUA[G]                                          | |
| Night of the Living Dead                   | 1968                          | George A. Romero                       | Walter Reade                                      | 1968                                   | Missing copyright notice and errors from the distributor               | Remade in 1990 and 2006 |
| Nothing Sacred                             | 1937                          | William A. Wellman                     | Selznick United Artists                           | 1965                                   | Film aflat în imposibilitatea de a-i fi reînnoite drepturile de autor. | |
| Of Human Bondage                           | 1934                          | John Cromwell                          | RKO Radio Pictures                                | 1962                                   | Film aflat în imposibilitatea de a-i fi reînnoite drepturile de autor. | |
| The Outlaw                                 | 1943                          | Howard Hughes                          | Howard Hughes Prod.                               | 1971                                   | Film aflat în imposibilitatea de a-i fi reînnoite drepturile de autor. | |
| The Painted Hills                          | 1951                          | Harold F. Kress                        | MGM                                               | 1979                                   | Film aflat în imposibilitatea de a-i fi reînnoite drepturile de autor. | |
| The Pay-Off                                | 1930                          | Lowell Sherman                         | RKO Radio Pictures                                | 1958                                   | Film aflat în imposibilitatea de a-i fi reînnoite drepturile de autor. | |
| Penny Serenade                             | 1941                          | George Stevens                         | Columbia Pictures                                 | 1968                                   | [Date necunoscute/ lipsă. Poți ajuta!]                                 | Though the film was released by Columbia Pictures, it was OWNED by Stevens production firm, putting its Public Domain status into question. |
| The Phantom of the Opera                   | 1925                          | Rupert Julian                          | Universal Studios                                 | 1953                                   | Film aflat în imposibilitatea de a-i fi reînnoite drepturile de autor. | |
| Popeye the Sailor Meets Sindbad the Sailor | 1936                          | Dave Fleischer                         | Paramount Pictures                                | [Date necunoscute/ lipsă. Poți ajuta!] | [Date necunoscute/ lipsă. Poți ajuta!]                                 | First of 3 Popeye Technicolor Two-Reel Specials. |
| Private Snafu Series                       | 1943-1946                     | Various                                | Warner Bros., MGM, UPA, Harman-Ising Studio       | 1943-1946                              | Producție a Guvernului SUA[G]                                          | |
| Rage at Dawn                               | 1955                          | Tim Whelan                             | RKO Radio Pictures                                | [Date necunoscute/ lipsă. Poți ajuta!] | [Date necunoscute/ lipsă. Poți ajuta!]                                 | |
| Rain                                       | 1932                          | Lewis Milestone                        | United Artists                                    | 1960                                   | Film aflat în imposibilitatea de a-i fi reînnoite drepturile de autor. | |
| Reefer Madness                             | 1936                          | Louis J. Gasnier                       | Motion Picture Ventures                           | 1936                                   | Improper copyright notice.                                             | Also called The Burning Question, Dope Addict, and Tell Your Children. |
| Roberta                                    | 1935                          | William A. Seiter                      | RKO Radio Pictures                                | Early 1980s                            | [Date necunoscute/ lipsă. Poți ajuta!]                                 | |
| Rock, Rock, Rock!                          | 1956                          | Will Price                             | Distributors Corporation of America               | 1984                                   | Film aflat în imposibilitatea de a-i fi reînnoite drepturile de autor. | The Chuck Berry soundtrack may not be in the public domain. |
| The Royal Bed                              | 1931 (copyright notice: 1930) | Lowell Sherman                         | RKO Radio Pictures                                | 1958                                   | Film aflat în imposibilitatea de a-i fi reînnoite drepturile de autor. | |
| Royal Wedding                              | 1951 (copyright notice: 1950) | Stanley Donen                          | MGM                                               | 1978                                   | Film aflat în imposibilitatea de a-i fi reînnoite drepturile de autor. | |
| Santa Claus Conquers the Martians          | 1964                          | Nicholas Webster                       | Embassy Pictures Corporation                      | [Date necunoscute/ lipsă. Poți ajuta!] | [Date necunoscute/ lipsă. Poți ajuta!]                                 | |
| Santa Fe Trail                             | 1940                          | Michael Curtiz                         | Warner Bros.                                      | 1968                                   | Film aflat în imposibilitatea de a-i fi reînnoite drepturile de autor. | |
| The Screaming Skull                        | 1958                          | Alex Nicol                             | American International Pictures                   | [Date necunoscute/ lipsă. Poți ajuta!] | [Date necunoscute/ lipsă. Poți ajuta!]                                 | |
| Second Chorus                              | 1940                          | H.C. Potter                            | Paramount Pictures                                | [Date necunoscute/ lipsă. Poți ajuta!] | [Date necunoscute/ lipsă. Poți ajuta!]                                 | |
| The Secret Hour                            | 1928                          | Rowland V. Lee                         | Paramount Pictures                                | 1956                                   | Film aflat în imposibilitatea de a-i fi reînnoite drepturile de autor. | Based on the play They Knew What They Wanted. See also the film A Lady to Love (1930) based on the same play. |
| Sherlock Holmes and the Secret Weapon      | 1942                          | Roy William Neill                      | Universal Studios                                 | 1969                                   | [Date necunoscute/ lipsă. Poți ajuta!]                                 | |
| The Silver Horde                           | 1930                          | George Archainbaud                     | RKO Radio Pictures                                | 1958                                   | Film aflat în imposibilitatea de a-i fi reînnoite drepturile de autor. | |
| Sin Takes a Holiday                        | 1930                          | Paul L. Stein                          | RKO Radio Pictures                                | 1958                                   | Film aflat în imposibilitatea de a-i fi reînnoite drepturile de autor. | |
| Sing a Song of Six Pants                   | 1947                          | Jules White                            | Columbia Pictures                                 | 1960s                                  | Film aflat în imposibilitatea de a-i fi reînnoite drepturile de autor. | |
| Sinners in Paradise                        | 1938                          | James Whale                            | Universal Pictures                                | 1966                                   | Film aflat în imposibilitatea de a-i fi reînnoite drepturile de autor. | |
| Smouldering Fires                          | 1925                          | Clarence Brown                         | Universal Pictures                                | 1953                                   | Film aflat în imposibilitatea de a-i fi reînnoite drepturile de autor. | |
| A Star Is Born                             | 1937                          | William A. Wellman                     | SIP United Artists                                | 1965                                   | Film aflat în imposibilitatea de a-i fi reînnoite drepturile de autor. | Re-made in 1954 and 1976 |
| The Stork Club                             | 1945                          | Hal Walker                             | B.G. Desylva Productions Inc.                     | 1982                                   | [Date necunoscute/ lipsă. Poți ajuta!]                                 | |
| The Strange Love of Martha Ivers           | 1946                          | Lewis Milestone                        | Paramount Pictures                                | 1974                                   | Film aflat în imposibilitatea de a-i fi reînnoite drepturile de autor. | |
| The Stranger                               | 1946                          | Orson Welles                           | International Pictures                            | [Date necunoscute/ lipsă. Poți ajuta!] | Film aflat în imposibilitatea de a-i fi reînnoite drepturile de autor. | |
| Street Scene                               | 1931                          | King Vidor                             | United Artists                                    | Early 1980s                            | [Date necunoscute/ lipsă. Poți ajuta!]                                 | |
| Suddenly                                   | 1954                          | Lewis Allen                            | United Artists                                    | [Date necunoscute/ lipsă. Poți ajuta!] | [Date necunoscute/ lipsă. Poți ajuta!]                                 | |
| Superman (1940s cartoons)                  | 1941-1943                     | Dave Fleischer, Various                | Paramount Pictures                                | [Date necunoscute/ lipsă. Poți ajuta!] | [Date necunoscute/ lipsă. Poți ajuta!]                                 | Although all entries are in the public domain, ancillary rights such as merchandising contract rights, as well as the original 35mm master elements, are owned today by Warner Bros. Animation. Warner has owned Superman publisher DC Comics since 1969.                 |
| Swing High, Swing Low                      | 1937                          | Mitchell Leisen                        | Paramount Pictures                                | 1965                                   | Film aflat în imposibilitatea de a-i fi reînnoite drepturile de autor. | |
| Target for Today                           | 1941                          | William Keighley                       | First Motion Picture Unit                         | 1941                                   | Producție a Guvernului SUA[G]                                          | |
| Teenagers from Outer Space                 | 1959                          | Tom Graeff                             | Warner Bros.                                      | 1987                                   | Failed to renew copyright.                                             | |
| Terror by Night                            | 1946                          | Roy William Neill                      | Universal Studios                                 | [Date necunoscute/ lipsă. Poți ajuta!] | [Date necunoscute/ lipsă. Poți ajuta!]                                 | |
| The Terror                                 | 1963                          | Roger Corman                           | American International Pictures, Filmgroup        | 1963                                   | Missing copyright registration                                         | In the early 90's, Corman asked Mark Griffiths to shoot 12 minutes of additional footage starring Dick Miller, thus making a new film titled The Return of the Terror (1991) so Corman could claim his copyright.                                                         |
| That Justice Be Done                       | 1945                          | George Stevens                         | Office of War Information                         | 1942–44                                | Producție a Guvernului SUA[G]                                          | |
| This is the Army                           | 1943                          | Michael Curtiz                         | Warner Bros.                                      | Mid-1970s                              | [Date necunoscute/ lipsă. Poți ajuta!]                                 | |
| Three Came Home                            | 1950                          | Jean Negulesco                         | 20th Century Fox                                  | 1977                                   | Film aflat în imposibilitatea de a-i fi reînnoite drepturile de autor. | |
| Three Guys Named Mike                      | 1951 (copyright notice: 1950) | Charles Walters                        | MGM                                               | 1978                                   | Failed to renew copyright.                                             | |
| Till the Clouds Roll By                    | 1946                          | Richard Whorf                          | MGM                                               | 1974                                   | Failed to renew copyright.                                             | |
| Topper Returns                             | 1941                          | Roy Del Ruth                           | United Artists                                    | 1969                                   | Film aflat în imposibilitatea de a-i fi reînnoite drepturile de autor. | |
| Vengeance Valley                           | 1951 (copyright notice: 1950) | Richard Thorpe                         | MGM                                               | 1978                                   | Film aflat în imposibilitatea de a-i fi reînnoite drepturile de autor. | |
| Waldo's Last Stand                         | 1940                          | Edward L. Cahn                         | MGM                                               | [Date necunoscute/ lipsă. Poți ajuta!] | [Date necunoscute/ lipsă. Poți ajuta!]                                 | |
| Wings for This Man                         | 1945                          | [Date necunoscute/ lipsă. Poți ajuta!] | Office of War Information                         | 1945                                   | Producție a Guvernului SUA[G]                                          | |
| White Zombie                               | 1932                          | Victor Halperin                        | United Artists                                    | [Date necunoscute/ lipsă. Poți ajuta!] | [Date necunoscute/ lipsă. Poți ajuta!]                                 | Source material in the film may not be in the public domain. |
| Why We Fight                               | 1942–1944                     | Frank Capra                            | United States Army Pictorial Services             | 1942–44                                | Producție a Guvernului SUA[G]                                          | |
| Wives Under Suspicion                      | 1938                          | James Whale                            | Universal Pictures                                | 1966                                   | Film aflat în imposibilitatea de a-i fi reînnoite drepturile de autor. | |